# Cabrini
Cabrini är en amerikansk biografisk dramafilm från 2024. Filmen är regisserad av Alejandro Monteverde som även skrivit filmens manus tillsammans med Rod Barr. Filmen är baserad på verkliga händelser.
Filmen hade biopremiär i USA den 8 mars 2024.

## Handling
Filmen kretsar kring den katolska nunnan Francesca Cabrini, en fattig italiensk invandrare i New York, som  grundade orden Jesu heliga hjärtas missionssystrar.

## Rollista (i urval)
- Cristiana Dell'Anna – Francesca Cabrini
- David Morse – biskop Corrigan
- Rolando Villazon – DiSalvo
- Giancarlo Giannini – påven Leo XIII
- John Lithgow – borgmästare Gould
- Federico Castelluccio